# Hermesberg (Seulingswald)
Der Hermesberg ist eine 444,7 m ü. HN hohe bewaldete Erhebung und befindet sich im Thüringer Zipfel in der Flur der Stadt Werra-Suhl-Tal im Wartburgkreis in Thüringen. Naturräumlich zählt der Hermesberg zum Seulingswald. Er wird forstwirtschaftlich genutzt.
Über den Lerchenberg führt ein Abschnitt der hessisch-thüringischen Landesgrenze bei Heringen (Werra). Am Osthang befindet sich die mittelalterliche Wüstung Spielerode. Von der Dorfstelle existiert noch ein Brunnen als Standortbeleg. Der Hermesberg bildet einen spornartig in Richtung Werratal auslaufenden Geländerücken mit zahlreichen mittelalterlichen Hohlwegen. Diese in den Seulingswald einmündende Altstraße stand unter der Aufsicht der nur 500 Meter südlich gelegenen Burg Hornsberg.